# Diego Luis de San Vitores
Le bienheureux Diego Luis de San Vitores, né le 12 novembre 1627 à Burgos (Espagne) et mort (assassiné) le 2 avril 1672 à Tumón (Guam), était un prêtre jésuite espagnol, missionnaire aux Philippines et dans les îles Mariannes de l’océan Pacifique.

## Biographie

### Jeunesse et formation
Né à Burgos de famille noble et bon étudiant au collège impérial de Madrid, le jeune Diego surprend ses parents – et suscite leur opposition – lorsqu’il exprime le désir de devenir jésuite. Au collège, comme congréganiste, il adopte le nom de 'Luis' par dévotion au jeune saint, Louis de Gonzague, récemment béatifié (1604). Après une fugue Diego obtient finalement la permission de son père et entre au noviciat à l’âge de 13 ans (en 1640). Étant donné son jeune âge il n’est pas autorisé à prononcer ses vœux dès la fin de son noviciat.
Diego suit le cours ordinaire de la formation jésuite: juvénat de deux ans (1642-1644) suivi de la philosophie (1644-1647) et de la théologie (1647-1651) à Alcala (Espagne). Il est ordonné prêtre le 23 décembre 1651 à Alcalá de Henares.

### Missionnaire
Après son Troisième An, San Vitores passe quelques années en Espagne où il est actif dans des missions de campagne. Sa demande d’envoi aux missions extérieures, longtemps repoussée par le provincial d’Espagne (car Diego relève de grave maladie) est acceptée lorsqu’il la fait directement au supérieur général, le père Goswin Nickel.
Il quitte Cádiz le 14 mai 1660 et arrive en Nouvelle-Espagne [Mexique] en juillet. Il est destiné aux Philippines mais faute de transport, San Vitores passe deux ans au Mexique. Il y écrit un livre sur l'Apostolat des Indes.

### Aux Philippines
En juillet 1662 San Vitores débarque à Lampon, en route pour Manille. Il semble que durant ce voyage le navire ait fait escale à Guam, une île alors sans présence missionnaire.
À Manille le missionnaire se met à l’étude de la langue tagalog qu’il maîtrise sans difficulté apparente. Il est ensuite missionnaire itinérant dans la région de Taytay (1662-1664) avant d’être nommé préfet des études au collège de Manille (1664). Mais il pense à Guam et aux autres îles du Pacifique comme le révèlent ses lettres (22 juillet 1663) au même supérieur général, Goswin Nickel.

### Aux îles Mariannes
Il ne suffit pas de persuader ses supérieurs jésuites, il est indispensable d’avoir le soutien et l’appui financier des autorités espagnoles. San Vitores obtient d’abord l’autorisation du roi d’Espagne Philippe IV (22 janvier 1665) et fait ensuite un voyage spécial au Mexique pour obtenir du vice-roi le soutien financier nécessaire. Grâce aux appuis et contacts établis durant son court séjour au Mexique, San Vitores obtient ce dont il a besoin.
Le 16 juin 1668, le navire San Diego, jette l’ancre dans une crique de l’île de Guam. San Vitores, supérieur de la mission, en débarque avec quelque compagnons : quatre prêtres, un étudiant jésuite, quelques Philippins (dont le jeune catéchiste Pierre Calungsod et le 'Donné' Felipe Sonsong) et trois soldats espagnols.
À Guam ils sont d’abord bien reçus et la mission se développe rapidement, avec chapelle et écoles pour garçons et filles dans le village principal de Agana. De nombreux baptêmes également. Les missionnaires visitent les îles des environs. 180 villages. Beaucoup entrent en catéchuménat.
Une campagne de calomnies (la rumeur circule que « l’eau du baptême est empoisonnée et donne la mort ») ourdie par un Chinois inquiet de ce qu’il perd de l’influence sur la population est sous-estimée par les missionnaires, mais elle commence à avoir des effets. Un prêtre échappe à un attentat en janvier 1670. L’opposition devient ouverte. Deux chefs locaux deviennent hostiles. Un recul de l’idolâtrie est un recul de leur pouvoir également.

### Fin et mort
Les tensions augmentent lorsqu'un soldat espagnol et trois collaborateurs de la mission sont assassinés.
Le 31 mars 1672 San Vitores se trouve à Nisihan, une des missions de Guam. Le surlendemain, en route pour Agana, le poste missionnaire central, il s’arrête à Tumon où il célèbre la messe et visite quelques familles, y compris celle d’un chrétien renégat dont la femme vient d’avoir un enfant. À la demande de celle-ci il veut baptiser l’enfant. Cela rend furieux le père qui, avec l’aide de Hirao, le chef coutumier, lui perce le cœur d’un coup de lance. Son crâne est fracassé. La date est le 2 avril, samedi de la semaine sainte.

## Vénération et souvenir
Le père Diego Luis de San Vitores est béatifié le 6 octobre 1985 par le pape Jean-Paul II. Sa commémoration liturgique se fait le 2 avril.

## Note
1. ↑  Miguel López de Legazpi qui prit possession des îles au nom du roi d’Espagne en 1565, les appela « îles des voleurs » étant donné l’expérience désagréable qu’il eut à son arrivée: les habitants prirent aux Espagnols tout ce qu’ils pouvaient emporter... C’est à l’instance de Diego de San Vitores que l’archipel des 16 îles fut rebaptisé îles Mariannes
2. ↑  « Bienheureux Didace-Louis de San Vitores Martyr aux Iles Mariannes (+ 1672) », sur nominis.cef.fr (consulté le 17 mars 2025)